# ولید جمعه
ولید جمعه (انگلیسی: Waleed Jumaa؛ زادهٔ ۱۵ اوت ۱۹۹۳) یک بازیکن فوتبال است.